# 1769 en santé et médecine
| Années de la santé et de la médecine : 1766 - 1767 - 1768 - 1769 - 1770 - 1771 - 1772    |
| Décennies de la santé et de la médecine : 1730 - 1740 - 1750 - 1760 - 1770 - 1780 - 1790 |

Cet article présente les faits marquants de l'année 1769 en santé et médecine.

## Événements
- Lazzaro Spallanzani en publiant Azione del cuore nei vasi démontre qu'il existe une relation constante entre la vitesse du sang et le diamètre des vaisseaux sanguins[1].

## Publications
- 23 février : Nicolas-François Rougnon publie lettre sur les causes de la mort de Monsieur Charles[2] ou lettre de Monsieur Rougnon à Monsieur Lorry[3] où il décrit les symptômes de l’angine de poitrine : « Une douleur gravative dans la région du cœur ». La paternité de la découverte est habituellement attribuée à Heberden. L'angor pectoris ou angina pectoris est parfois appelée « maladie d'Heberden-Rougnon »[4].
- 21 juillet : William Heberden donne la première description clinique de l'angine de poitrine[5].

## Naissances
- 23 août : Georges Cuvier (mort en 1832), anatomiste français[6].

## Décès
- 29 janvier : John Martyn (né en 1699), botaniste anglais. Bien que n’ayant obtenu aucun titre de docteur, il pratique la médecine de 1727 à 1752[7].